# 野沢那智の東京サンセット
『野沢那智の東京サンセット』（のざわなちのとうきょうサンセット）は、文化放送で1982年10月4日から1985年10月4日まで生放送されていたワイドラジオ番組。
本項では、その後身となった番組『野沢那智の夕方フレンズ（You Got a Friends）』（のざわなちのゆうがたフレンズ　1985年10月7日〜1986年4月4日）についても説明する。
1986年4月からの『那智チャコ ハッピーフレンズ』以降の詳細については、『いう気リンリン 那智チャコワイド』の項目を参照。

## 概要
本番組がスタートする直前の1982年7月まで『パックインミュージック』（TBSラジオ）木曜深夜（金曜）で白石冬美との「那智・チャコ」コンビで絶大な人気を博した野沢那智を文化放送に招聘し、平日夕方の帯番組としてスタートした。当初、本番組に付いていたサブタイトルは「今日も気分はラジオ晴れ」。
メイン対象となるリスナー層は主婦などその時間に家に居る人やドライバーなどその時間にラジオを聴いていると思われる人たち。その日の出来事や話題、生活に必要な情報などから成るトピックスやインフォメーションに歌謡曲とトークを交えて進行するという内容でスタートした。
1985年10月改編（同年10月7日から）で、番組タイトルを『野沢那智の夕方フレンズ（You Got a Friends）』（You Got a Friendsには「お友達だもんね」といった意味合いがある）に改題、この時から白石冬美と再び一緒に番組を進行することになり、ニッポン放送の番組『もうやめられない ナッチャコのおじゃまな関係』が終了して以来1年7か月ぶりに那智・チャココンビが復活、これで那智・チャココンビは在京AM3局（TBS・文化放送・ニッポン放送）全てで、パーソナリティを務めることとなった。以前から白石は「今度は毎日、那智チャココンビで生放送がしたい」と願っていたということで、それがかなった形となった。そしてこの6か月後の1986年4月改編時から放送時間を平日15:00 - 18:00に改めて『那智チャコ ハッピーフレンズ』に改題。その後1992年10月2日に『いう気リンリン 那智チャコワイド』が終了するまで、文化放送平日夕方の時間帯において、「野沢那智ワイド」→「那智チャコワイド」は丸10年放送され続けていた。

## 放送時間の変遷
野沢那智の東京サンセット
- 月 - 金曜 17:15 - 18:30 （JST、1982年10月4日〜1983年9月30日）
- 月 - 金曜 16:00 - 18:30 （JST、1983年10月3日〜1984年3月30日）
- 月 - 金曜 16:00 - 18:00 （JST、1984年4月2日〜1985年4月5日）
- 月 - 金曜 17:15 - 18:00 （JST、1985年4月8日〜1985年10月4日）

野沢那智の夕方フレンズ
- 月 - 金曜 17:15 - 19:30 （JST、1985年10月7日〜1986年4月4日）
  - 大相撲本場所開催中、17時台で『大相撲熱戦十番』が放送される場合は18:00スタート、17:00終了、または17:00 - 18:00の間中断と短縮。放送時間が17:15 - 18:00の当時（1985年4月〜同年10月）は本番組はそのまま休止になった。

## コーナー・タイムテーブル
（出典：）

### 1982年10月 - 1983年9月 (17:15 - 18:30)
- 17:15 - オープニング・交通情報
- 17:20 - ほのぼの伝言板
- 17:30 - ふるさとの歌
- 17:40 - 街角情報
- 17:50 - 社長にナイショ！仲間にナイショ！ （1983年3月まで）→ 那智と宏美のスバル夕暮れジョッキー （1983年4月から[9]）
- 18:00 - 文化放送ニュース・交通情報
- 18:10 - ちょっと那智ばなし／街角情報
- 18:23 - 都民マイク／首都圏レーダー・千葉情報／エンディング

### 1983年10月 - 1984年3月 (16:00 - 18:30)
- 16:00 - オープニング・天気予報
- 16:05 - はればれネットワーク「こんなことがありました」
- 16:30 - 交通情報
- 16:35 - 人情那智裁き
（全国NRN系列ネットのコーナー。リスナーからの嘆き事、文句などをコメントを付けながら面白おかしく紹介した[10]。）
- 16:45 - いすゞハイウェイパートナー
- 17:00 - ニュース・パレード
- 17:15 - 野沢那智のほのぼの伝言板
- 17:25 - 交通情報
- 17:30 - ふるさとの歌
- 17:40 - ちょっと気になるリクエスト
- 17:45 - 那智と宏美のスバル夕暮れジョッキー
- 17:55 - 交通情報
- 18:00 - 文化放送ニュース・交通情報
- 18:07 - ちょっと那智ばなし
- 18:17 - 都民マイク
- 18:21 - 今晩わのわ！
- 18:26 - 交通情報・エンディング

### 1984年4月 - 1985年4月 (16:00 - 18:00)
- 16:00 - オープニング・天気予報
- 16:05 - はればれネットワーク「こんなことがありました」
- 16:26 - 交通情報
- 16:30 - 都民マイク
- 16:35 - 人情那智裁き （1984年9月まで）→ いま、若者たちは （1984年10月から）（全国NRN系列ネット枠）
- 16:45 - いすゞハイウェイパートナー
- 17:00 - ニュース・パレード
- 17:15 - 野沢那智のご同輩タイム → 御同輩タイム・男が行く
（コミカルタッチのエッセイ集風のコーナー。野沢が合いの手を入れながら進行）
- 17:25 - 交通情報
- 17:30 - 野沢那智のにんげん大好き
- 17:40 - 街角情報
- 17:45 - 那智と宏美のスバル夕暮れジョッキー
- 17:55 - 交通情報・エンディング

### 1985年4月 - 1985年10月 (17:15 - 18:00)
- 17:15 - オープニング／御同輩タイム・男が行く
- 17:25 - 交通情報
- 17:30 - 野沢那智のにんげん大好き
- 17:40 - 街角情報
- 17:45 - 那智と宏美のスバル夕暮れジョッキー
- 17:55 - 交通情報・エンディング

### 1985年10月 - 1986年4月 (17:15 - 19:30)
- 17:15 - オープニング／ご同輩タイム
（『ご同輩タイム』では、1985年10月から白石冬美の加入以後は那智チャコの二人で合いの手を入れながら進行した[11]。このコーナーは『那智チャコ ハッピーフレンズ』へ継続）
- 17:25 - 交通情報
- 17:30 - 野沢那智のにんげん大好き
- 17:40 - 街角情報
- 17:45 - 那智と宏美のスバル夕暮れジョッキー
- 17:55 - 交通情報
- 18時台〜19時台
  - ニュース＆トピックス
  - ドラジョキ・金瓶梅

（中国明代の古典、金瓶梅を生ドラマで那智チャコの二人が演じた。生放送なので効果音などもその場で入れた。「ドラジョキ」とはドラマとジョッキーを合わせた造語[12]。このコーナーは『那智チャコ ハッピーフレンズ』へ継続）
  - 駅前ウォッチング
  - 板東英二のバンバンバン